# 吉川美代子
吉川 美代子（よしかわ みよこ、1954年5月8日 - ）は、日本のフリーアナウンサー、ニュースキャスター、司会者。 元TBSテレビエグゼクティブアナウンサー。
神奈川県横浜市出身。FIRST AGENT（旧：生島企画室）所属。早稲田大学教育学部卒業。血液型AB型。趣味はジャズを歌うこと。ラッコや海洋動物にも造詣が深い。
1977年4月、TBSにアナウンサー第17期生として入社。アナウンサー兼解説委員、TBSアナウンススクール校長、プリンスウィリアムサウンドサイエンスセンター研究員、日本鯨類研究所非常勤理事等を歴任後、2014年5月31日に同社を定年退職してからは、キャスト・プラス取締役（2016年10月に退任）の他にキャスター、フリーアナウンサー、コメンテーターも務める。2022年より生島企画室（現・FIRST AGENT）に所属。

## 来歴
子供の頃からTBSラジオをよく聴いていた等の理由から、アナウンサーに憧れていた。中学生時代の部活も放送部で、部長を務めていた。本格的にアナウンサーを志したきっかけは、その中学生時代に吉川の通っていた中学校のブラスバンド部がTBSラジオの番組『こども音楽コンクール』に取り上げられたことである。生徒を代表して吉川がブラスバンド部の紹介を行った所、当時同番組の司会を担当していたアナウンサーの山本文郎に「素晴らしい紹介だったよ。君は将来の吉川アナウンサーですね」と褒められたことが強く印象に残り、以後アナウンサーになることを将来の目標とするようになる。中学と神奈川県立横浜平沼高等学校では放送部に所属し、高校卒業後は早稲田大学教育学部に進学、大学在学中は成績が優秀だったため、大隈奨学金を授与。しかし、大学生時代は特に放送研究会のようなサークルには入っていなかった。大学卒業の時には「アナウンサーは狭き門で自分にはコネもないし、現実として難しそう」と思い、父親が中学教師だったこともあり、同じく中学の社会科教師を目指し、教員採用試験にも合格していた。
就職活動時に当時の東京放送（現：TBS）のアナウンサー採用試験を受けた際に、3次試験で1分間の自己紹介をすることになったが、吉川の目の前に座っていた面接官の一人が偶然にも前述の山本であったため、吉川は機転を利かせて事前に考えていた自己紹介内容を変更し、中学時代に山本から言われた一言がきっかけでアナウンサーを志すようになったエピソードを話したという（ちなみに、この吉川の自己紹介について山本は◎の採点を付けたとのこと）。
TBSの同期に神津栄子（旧姓：浅井）、三雲孝江。同社にとっては9年ぶりの女性アナウンサー採用となった。若手時代は、「TBSの松坂慶子」と呼ばれた。
アナウンサー1期先輩の生島ヒロシとは仲が良く、生島は吉川のことを「美代ちゃん」と呼んでいた。
先述の採用試験のエピソードもあって、入社以降も山本から度々声をかけて励ましてもらう等、親しくしていた（山本は吉川と20歳離れているため、山本は吉川を「美代子」と呼び、娘の様に接していた。また、吉川は山本を「文（ぶん）さん」と呼んでいた）。入社2年目の1978年には、かつて山本が担当していた『こども音楽コンクール』の司会への抜擢を山本自ら吉川に告げた所、吉川は大変喜んだという。
1981年1月 - 3月は国会記者クラブ記者を兼務。当時は報道を担当する女性アナウンサーは少なかったため、報道という慣れない仕事で思い悩む吉川に、山本は頻繁に声をかけて励まし、吉川もいつも楽しんで仕事をしている山本の姿に刺激を受け、目標にしていたという。
1993年6月9日の特別番組「朝見の儀」中継ではスタジオにてアナウンスを担当。
山本が1994年にTBSを退社してフリーになってからも、吉川と山本との交流は続いていた。2008年に山本が再婚して以降、ある時、山本から「美代子、俺の奥さんの料理は美味いから食べに来いよ」と誘われていたが、都合が付かず行けずにいる内に2014年2月に山本が死去し、約束を果たせなかったことを悔やんでいると語っている。
2014年5月31日に、TBSを定年退職となり、当日に『サワコの朝』にゲスト出演。6月にキャスト・プラス取締役（7月1日、講師・カルチャーコメンテーターとの兼務。2016年10月、取締役を退任。）、NPO「全国万引き犯罪防止機構」広報委員会委員長、警察大学校講師等を務める。TBSアナウンススクールの校長職を岡田泰典が承継。
退職翌月の6月28日にはフジテレビの『新・週刊フジテレビ批評』にゲスト出演し、法政大学教授の稲増龍夫と「テレビ局女子アナウンサー」を巡って討論を繰り広げた。
2016年11月30日、2017年4月から京都産業大学現代社会学部の客員教授に就任することが発表された。
2017年、吉川は過去に初期ガンの手術を受けたことを明かした。これに関連し、2021年10月4日、読売テレビ「情報ライブ ミヤネ屋」に出演した際には、同番組出演の9年前（2012年頃）にガン手術を受け、その5年後に寛解を宣言されたものの、その3年後（2020年頃）に別の場所へのガン再発が見つかったと述べた。しかし、2012年の手術時は1カ月で復帰し、その後もテレビ出演や教育活動を続けている。2024年の週刊女性のインタビューではより詳しく過去の病歴を語っている。

## 人物
両親が音楽関係の仕事をしていた影響で、ピアノから三味線まで楽器の演奏をこなせていたことがあった。
TBS時代には特に後輩の女性アナウンサーに対する指導の厳しさがしばしば取り上げられ、後述する日本テレビ『解決!ナイナイアンサー』では「日本一厳しい女性アナウンサー」と紹介された。これについて、吉川自身は「注意してあげるのが親切。恥をかくのは本人。だから厳しいとか言われたくない、感謝されたいくらい」として、「ほめる所はちゃんとほめた上で、ここはダメと叱る」という持論を2017年4月28日の東京メトロポリタンテレビジョンTOKYO MX『5時に夢中!』出演時に述べている。
2003年4月から2009年3月までTBSに在職していた小林麻耶とは2015年2月22日放送の日本テレビ『行列のできる法律相談所』で小林の退職後に初となる6年ぶりの対面を果たした。吉川が番組に現れる前に小林は、テレビで吉川を見ると無意識に姿勢を正してしまう、TBS入社直後に吉川から「華美な服装をしないように」と注意されたが従わず、それ以来は吉川との会話がなかった、そもそも入社時に吉川が自分の内定に反対していたグループのトップだったと聞いていた、などのエピソードを披露した。一方、後から登場した吉川は採用に反対していないとした上で、実況テストの際に「局アナで情報を伝えるよりもタレントの方が個性が活かせると思っていた」と延べ、内定後にも1年間アナウンススクールで勉強したことを「凄い根性だと思った」と評価し、同番組の最後に二人は握手を交わした。ただ、採用試験時については小林不在時の2018年8月25日放送の読売テレビ『特盛！よしもと　今田・八光のおしゃべりジャングル』出演において、「小林は頭のてっぺんから出るような（高い）声」をしていたので「だから私（吉川）は評価しなかった」と振り返っている。その後も小林については厳しい言葉をかける事があり、2019年8月16日放送のフジテレビ『バイキング』では小林の話し方に対して吉川が「やだ～！じゃないでしょ！」とたしなめ「一度でもTBSアナウンサーを名乗った時期があるのなら、『やだ～！』はダメです！」と番組中で叱責した。
2005年4月から2010年末までTBSに在職した青木裕子については、2014年10月28日放送の『解決!ナイナイアンサー』出演時に、入社時の研修ではニュース読みの悪さにと比較してレオ・ブスカーリア著の絵本『葉っぱのフレディ』を朗読させたら上手で、青木の退社時にこれを伝えたと明かした。同番組の司会は青木の夫であるナインティナインの矢部浩之で、子どもができたら読み聞かせをやるように薦めた吉川の言葉を妻の青木が夫婦間の子育てで実践していると答えた。
また、2009年4月から2014年9月までTBSに在職した田中みな実についても、2019年8月10日放送の『特盛！よしもと　今田・八光のおしゃべりジャングル』内で1年間にわたるアナウンススクールでの指導から「根性のある頑張りや、アシスタントの実力は天下一品」と高く評価した。
このように概ね肯定的な評価を下す後進の女性アナウンサーがいる一方、吉川は上記の番組内でテレビ局を早期に退職して芸能プロダクション所属のタレントになる女性アナウンサーに対して苦言を述べている。また、男性アナウンサーと比較してタレント性を求められる例がたびたびある女性アナウンサーがしばしば「女子アナ」と呼ばれることについて、吉川は2014年に『週刊朝日』誌上で「『女子アナ』という言葉には、意識していなくてもどこか軽く見下すような響きがあって嫌いです。『女子アナ』と呼ばれて浮かれていないで、プロとしての技術を磨いてほしいです。」という言葉を作家の林真理子に対して述べた。TBS退職後に出演した同年6月28日放送のフジテレビ『新・週刊フジテレビ批評』でも、同局が1980年代に進めた「軽チャー路線」から定着した女子アナという呼称に「アナウンサーが軽く見られている」と批判を加え、TBSの採用方針にも苦言を呈して、「育てることをしなくなった放送局にも責任がある」と述べた。
吉川は2022年5月9日に公開されたサントリー社のペットボトル緑茶飲料、伊右衛門『特茶』のCM動画に出演したが、この中では同商品についての情報をニュースキャスター役として紹介する際に「若者言葉」と称される多くの俗語を頻用するナレーションを演技し、通常のイメージとは大きく異なる姿がマスメディアの記事として取り上げられた。
アナウンサー以外については、俳優の安田顕の大ファンであり、安田が『全力!脱力タイムズ』に出演した際には、「会えてうれしい」と感激をあらわにした。
私生活では2度の離婚経験があることを2018年のテレビ出演で自ら明かしている。
2022年7月22日放送の『情報ライブ ミヤネ屋』にて、安倍晋三銃撃事件の動機とされた政治家と世界平和統一家庭連合(統一教会)との癒着問題について、日本共産党が追及チームを党内に結成したことに対し「それまで何も言わないで、世間の注目が集まってるこの時に急に言い出すのはパフォーマンスっぽい」とコメントした。
日本共産党は1970年代より統一教会問題に取り組んできたと反論、撤回と謝罪を要求した。ミヤネ屋は25日の放送で発言を訂正したものの、吉川本人より謝罪や撤回の意志は表明されていない。

## 出演

### テレビ
- おはよう700日本中継（1977年）[13]
- ザ・ベストテン（1978年） - 追っかけウーマン〈中継リポーター〉[13]
- JNNおはようニュース&スポーツ（1983年4月 - 1984年9月）[13]
- JNNニュースコープ（平日メイン 1984年10月 - 1988年9月、週末 1989年10月 - 1990年3月）[12][13]
- JNNニュースの森（1990年4月 - 2004年3月） - 週末版[12][13]
- JNNスポーツ&ニュース（1990年） - 初期の日曜のニュースコーナー[13]
- ブロードキャスター - ニュースコーナー代理
- 新サンデーモーニング（1997年） - リポーター[12][13]
- JNNニュース（1997年4月 - 2004年3月） - 週末昼[13]
- TBSニュース
- CBSドキュメント（2000年 - 2010年）
- JNNイブニング・ニュース（毎年1月1日）
- THE NEWS（2010年1月1日夕方・深夜）
- Nスタ（2011年1月2日）
- TBSテレビの毎日の基点時刻、放送開始・終了時刻に放送されるジャンクション（ - 2009年12月） - ナレーション
- ウォッチ!（2004年 - 2005年） - 金曜コメンテーター
- （特）情報とってもインサイト（2004年 - 2005年） - コメンテーター
- みのもんたの朝ズバッ! → 朝ズバッ!（2005年 - 2014年） - 金曜コメンテーター
- きょう発プラス!（2005年 - 2006年） - コメンテーター
- ピンポン!（2006年 - 2009年） - コメンテーター
- イブニングワイド（2009年 - 2010年） - コメンテーター
- いっぷく!（2014年 - 2015年3月）
- みんなのニュース（2015年3月30日 - 12月25日、フジテレビ） - 火曜コメンテーター
- 全力!脱力タイムズ（2015年4月17日 - 、フジテレビ） - レギュラー
- ホンネDEジャパン!（2016年4月9日 - 2017年3月25日、BS-TBS） - MC
- 諸説あり!（2017年4月8日 - 2018年9月22日、BS-TBS） - MC
- 5時に夢中!（2017年4月28日、TOKYO MX） - ゲスト
- 大誘拐2018（2018年12月14日、東海テレビ） - キャスター役
- 林先生が驚く初耳学! → 林先生の初耳学（2019年2月17日 - 11月24日、MBSテレビ） - 不定期VTRコーナー「絶対キー局!吉川美代子先生の女子アナ学」講師
- そのとき、歌は流れた～時代を彩った昭和名曲～（2022年12月23日・2023年5月24日・31日・8月20日・27日・10月11日 - 、BS日テレ） - 司会

### ラジオ
- 野球はドラマだ「吉川美代子、花の26人衆」（1977年10月 - 1978年3月） - 日本の女性アナウンサーで最初に野球場で取材をしたと自称。[13]
- ラジオエッセイ（1977年）[13]
- ラジオ民話お話どんどん（1977年）[13]
- 歌謡曲ゴールデンスタジアム（1978年）[13]
- こども音楽コンクール（1978年 - 1981年）[13] - 中学時代に出演したことがあり、そのとき、将来アナウンサーになることを意識したという[31]。
- 土曜ワイドラジオTOKYO「吉川美代子のフラッシュインタビュー」（1978年4月 -1985年3月）[13]
- 大沢悠里ののんびりワイド（1979年 - 1983年） - 火曜日パートナー[13]
- 加瀬英明のハローワールド（1979年）[13]
- ナイターワイドスペシャル[13]
- ワールドトゥデイ（1988年10月 - 1989年9月）[13]
- OP・ED・ジャンクション（1990年 - 2000年） - ナレーション
- グッドモーニングジャパン
- ラジオブックス（不定期）
- 爆笑問題の日曜サンデー（2010年4月 - 9月） - 主に第1日曜
- ラジオ・パープル（2013年4月 - 2014年3月） - 水曜早朝（火曜深夜）
- Dr.松永の聞こえるクリニック ※2013年4月より半年間は『吉田明世 プレシャスサンデー』に内包

### ウェブテレビ
- カイギ（2021年3月31日・4月7日、ひかりTVチャンネル＋）[32]

### CM
- アートネイチャー『ビューティーアップミュー』(2019年6月-。小島奈津子、木佐彩子と共演)

### テレビドラマ
- パパはニュースキャスターお正月スペシャル（1989年1月2日） - 本人役

## 著書
- ラッコのいる海（1992年、立風書房。ISBN 4651700535）
- アナウンサーが教える 愛される話し方（2013年12月13日、朝日新書。ISBN 4022735406）